# Wybory prezydenckie w Polsce w 2005 roku
Wybory prezydenckie w Polsce odbyły się na terenie całego kraju oraz w kilkudziesięciu obwodach wyborczych ulokowanych za granicą Polski. W wyniku głosowania czwartym prezydentem III Rzeczypospolitej (a trzecim wybranym w wyborach powszechnych) został Lech Kaczyński, który zastąpił Aleksandra Kwaśniewskiego.
Państwowa Komisja Wyborcza zarejestrowała oficjalnie 16 kandydatów. Na kartach do głosowania znalazło się 14 kandydatów, dwóch kolejnych wykreślono przed datą wyborów. Pierwsza tura wyborów prezydenckich odbyła się 9 października 2005, druga tura, do której przeszli Lech Kaczyński oraz Donald Tusk, odbyła się dwa tygodnie później w dniu 23 października 2005.

## Kalendarz wyborczy

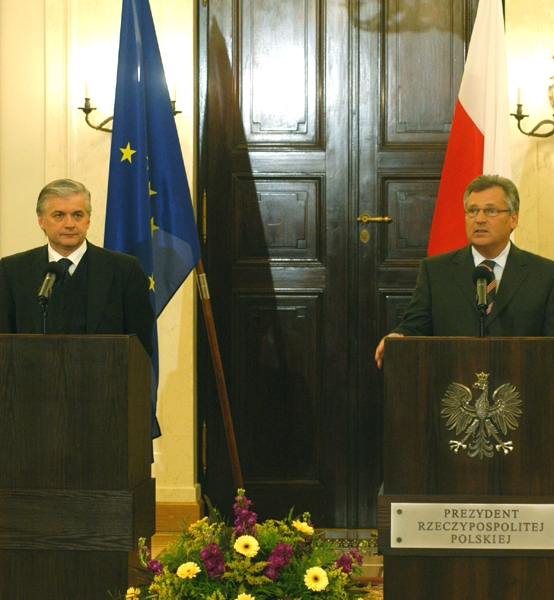
18 maja 2005. Konferencja prasowa marszałka Sejmu Włodzimierza Cimoszewicza i prezydenta Aleksandra Kwaśniewskiego – ogłoszenie terminu wyborów

- 18 maja 2005 marszałek Sejmu Włodzimierz Cimoszewicz ogłosił, że wybory odbędą się 9 października. Ewentualna II tura miała odbyć się dwa tygodnie później – 23 października
- do 15 sierpnia komitety wyborcze musiały zgłosić się do Państwowej Komisji Wyborczej z wnioskiem o rejestrację. Do zarejestrowania komitetu trzeba było zebrać minimum 1000 podpisów popierających kandydata danego komitetu. Po zarejestrowaniu się, komitety musiały zebrać 100 tys. podpisów z poparciem dla kandydata na prezydenta, a następnie zgłosić go do PKW (do 25 sierpnia do godz. 24:00)
- 25 sierpnia upłynął termin powołania przez PKW okręgowych komisji wyborczych
- do 4 września PKW miała podać do wiadomości publicznej informacje o granicach i numerach obwodów głosowania oraz siedzibach obwodowych komisji wyborczych. Pełnomocnicy komitetów wyborczych mieli czas do 9 września na zgłoszenie kandydatów do obwodowych komisji wyborczych
- 9 września upłynął termin zgłaszania przez armatorów wniosków o utworzenie na polskich statkach morskich obwodów głosowania
- do 18 września wójtowie, burmistrzowie i prezydenci miast musieli powołać obwodowe komisje wyborcze, a PKW podać informacje o numerach i granicach obwodów głosowania za granicą i siedzibach obwodowych komisji wyborczych, w których głosować mieli Polacy pozostający poza krajem
- od 18 do 25 września żołnierze zasadniczej lub okresowej służby wojskowej, ratownicy odbywający służbę zasadniczą w obronie cywilnej, policjanci z jednostek skoszarowanych, funkcjonariusze Biura Ochrony Rządu, Straży Granicznej, Państwowej Straży Pożarnej i Służby Więziennej pełniący służbę w systemie skoszarowanym, mieli czas na składanie wniosków o dopisanie ich do spisu wyborców w miejscowości, w której odbywają służbę

## Obwody głosowania
| Obwody głosowania                                      |                |               |
| Typ obwodu                                             | Liczba obwodów | Dla inwalidów |
| Powszechny                                             | 23 633         | 4 681         |
| Szpital                                                | 740            | 163           |
| Zakład karny                                           | 101            | 1             |
| Areszt śledczy                                         | 75             | 0             |
| Zakład pomocy społecznej                               | 447            | 125           |
| Oddział zewnętrzny zakładu karnego i aresztu śledczego | 4              | 0             |
| Obwód głosowania za granicą                            | 162            | 3             |
| Obwód głosowania na polskim statku morskim             | 4              | 0             |
| Razem                                                  | 25 166         | 4 973         |

## Kandydaci na Prezydenta Rzeczypospolitej

### Komitety wyborcze
Zarejestrowano następujące komitety wyborcze kandydatów z wymaganą liczbą 1000 podpisów:
- Henryka Bochniarz – prezydent Konfederacji Lewiatan, związana z Partią Demokratyczną, była minister
- Marek Borowski – poseł i przewodniczący Socjaldemokracji Polskiej, były marszałek Sejmu
- Leszek Bubel – prezes Polskiej Partii Narodowej oraz Stronnictwa Narodowego, były poseł
- Arnold Buzdygan – lider Partii Rozwoju
- Stanisław Ceberek – były poseł i senator
- Włodzimierz Cimoszewicz – marszałek Sejmu z Sojuszu Lewicy Demokratycznej, były premier
- Maciej Giertych – eurodeputowany i wiceprzewodniczący Rady Politycznej Ligi Polskich Rodzin
- Liwiusz Ilasz – adwokat
- Gabriel Janowski – przewodniczący koła poselskiego Ruchu Patriotycznego i przewodniczący Przymierza dla Polski, były minister
- Lech Kaczyński – prezydent Warszawy i honorowy prezes Prawa i Sprawiedliwości, były prezes NIK i minister
- Jarosław Kalinowski – poseł i przewodniczący Rady Naczelnej Polskiego Stronnictwa Ludowego, były wicepremier
- Jan Antoni Kiełb – fundator Fundacji Promocji Twórców Kultury i Sztuki im. Andrzeja Zauchy
- Janusz Korwin-Mikke – działacz Unii Polityki Realnej, były poseł
- Waldemar Kossakowski – prezes Stowarzyszenia na rzecz Demokracji i Antyklerykalizmu „Uniezależnienie”
- Andrzej Lepper – poseł i przewodniczący Samoobrony RP, były wicemarszałek Sejmu
- Daniel Podrzycki – przewodniczący Polskiej Partii Pracy i Wolnego Związku Zawodowego „Sierpień 80”
- Jan Pyszko – prezes Organizacji Narodu Polskiego – Ligi Polskiej
- Zbigniew Religa – senator Bloku Senat 2001 i honorowy przewodniczący Partii Centrum
- Marian Rembelski – emerytowany nauczyciel
- Zbigniew Roliński – przewodniczący partii Praca Zdrowie Ekologia
- Sławomir Salomon – producent zjeżdżalni dla aquaparków i basenów
- Adam Słomka – przewodniczący Polskiej Konfederacji – Godność i Praca oraz Konfederacji Polski Niepodległej – Obóz Patriotyczny, były poseł
- Maria Szyszkowska – senator SLD-UP „Lewica Razem”, związana z Polską Partią Pracy
- Bolesław Tejkowski – przewodniczący Polskiej Wspólnoty Narodowej
- Donald Tusk – wicemarszałek Sejmu i przewodniczący Platformy Obywatelskiej
- Stanisław Tymiński – przedsiębiorca, związany z Ogólnopolską Koalicją Obywatelską
- Leszek Wierzchowski – regent Polskiego Ruchu Monarchistycznego

### Oficjalni kandydaci
Zarejestrowano następujących kandydatów z wymaganą liczbą 100 000 podpisów:

#### Ostateczni
| Oficjalni kandydaci: | Oficjalni kandydaci: | Oficjalni kandydaci:                 | Oficjalni kandydaci:       | Oficjalni kandydaci:                                                                        | Oficjalni kandydaci: | Oficjalni kandydaci: |
| Zdjęcie              | Imię i nazwisko      | Data i miejsce urodzenia             | Wykształcenie              | Przynależność partyjna                                                                      | Partie udzielające poparcia (łącznie z macierzystymi) | Hasła wyborcze |
| -------------------- | -------------------- | ------------------------------------ | -------------------------- | ------------------------------------------------------------------------------------------- | --- | --- |
|                      | Henryka Bochniarz    | 29 października 1947 (57) Świebodzin | wyższe ekonomiczne (dr)    | bezpartyjna                                                                                 | - Partia Demokratyczna – demokraci.pl | Wybieram konkrety |
|                      | Marek Borowski       | 4 stycznia 1946 (59) Warszawa        | wyższe ekonomiczne (mgr)   | Socjaldemokracja Polska                                                                     | - Socjaldemokracja Polska - Unia Pracy - Zieloni 2004 - Sojusz Lewicy Demokratycznej (po rezygnacji Włodzimierza Cimoszewicza)                                                                    | Zdrowa równowaga; Wierny wyborcom – nie układom; Prawy człowiek lewicy; M jak Miłość, B jak Borowski; Polska równych szans |
|                      | Leszek Bubel         | 19 stycznia 1957 (48) Węgrów         | średnie                    | Polska Partia Narodowa, Stronnictwo Narodowe                                                | - Polska Partia Narodowa - Stronnictwo Narodowe | Nie lewica. Nie prawica. Tylko Polska.                                                                                     |
|                      | Liwiusz Ilasz        | 12 września 1961 (44) Warszawa       | wyższe prawnicze (mgr)     | bezpartyjny                                                                                 | | Razem wygramy Polskę; Ponad politycznym układem                                                                            |
| Lech Kaczyński       | Lech Kaczyński       | 18 czerwca 1949 (56) Warszawa        | wyższe prawnicze (dr hab.) | Prawo i Sprawiedliwość                                                                      | - Prawo i Sprawiedliwość - Ruch Patriotyczny (Ruch Katolicko-Narodowy, Ruch Odbudowy Polski) - Polski Ruch Uwłaszczeniowy - Zjednoczenie Chrześcijańsko-Narodowe (po rezygnacji Zbigniewa Religi) | Silny prezydent, uczciwa Polska                                                                                            |
|                      | Jarosław Kalinowski  | 12 kwietnia 1962 (43) Wyszków        | wyższe rolnicze (mgr)      | Polskie Stronnictwo Ludowe                                                                  | - Polskie Stronnictwo Ludowe | Skuteczny dla Polski |
| Janusz Korwin-Mikke  | Janusz Korwin-Mikke  | 27 października 1942 (62) Warszawa   | wyższe filozoficzne (mgr)  | Unia Polityki Realnej                                                                       | - Platforma Janusza Korwin-Mikke - Unia Polityki Realnej | Mam tego dość!; Donald?... Kaczor?... Wybierz Janusza                                                                      |
| Andrzej Lepper       | Andrzej Lepper       | 13 czerwca 1954 (51) Stowięcino      | średnie techniczne         | Samoobrona Rzeczpospolitej Polskiej                                                         | - Samoobrona Rzeczpospolitej Polskiej | Człowiek z charakterem |
|                      | Jan Pyszko           | 14 kwietnia 1930 (75) Oldrzychowice  | wyższe medyczne (dr)       | Organizacja Narodu Polskiego – Liga Polska                                                  | - Organizacja Narodu Polskiego – Liga Polska - Samoobrona Narodu Polskiego | Razem z Polonią; Z Polonią w lepszą przyszłość                                                                             |
|                      | Adam Słomka          | 23 listopada 1964 (40) Cieszyn       | wyższe pedagogiczne (mgr)  | Polska Konfederacja – Godność i Praca, Konfederacja Polski Niepodległej – Obóz Patriotyczny | - Polska Konfederacja – Godność i Praca (Konfederacja Polski Niepodległej – Obóz Patriotyczny, Stronnictwo Polska Racja Stanu i Ruch Obrony Bezrobotnych)                                         | Polska dla Polaków! |
|                      | Donald Tusk          | 22 kwietnia 1957 (48) Gdańsk         | wyższe historyczne (mgr)   | Platforma Obywatelska                                                                       | - Platforma Obywatelska | Prezydent Tusk – człowiek z zasadami; Będziemy dumni z Polski                                                              |
|                      | Stanisław Tymiński   | 27 stycznia 1948 (57) Pruszków       | średnie                    | bezpartyjny                                                                                 | - Polska Unia Gospodarcza | Aby Polska była naszą matką, a nie okrutną macochą                                                                         |

#### Wycofani
| Oficjalni wycofani kandydaci: | Oficjalni wycofani kandydaci: | Oficjalni wycofani kandydaci:    | Oficjalni wycofani kandydaci: | Oficjalni wycofani kandydaci: | Oficjalni wycofani kandydaci: | Oficjalni wycofani kandydaci: | Oficjalni wycofani kandydaci: |
| Zdjęcie                       | Imię i nazwisko               | Data i miejsce urodzenia         | Wykształcenie                 | Przynależność partyjna        | Partie udzielające poparcia (łącznie z macierzystymi) | Hasła wyborcze                | Data rezygnacji kandydata     |
| ----------------------------- | ----------------------------- | -------------------------------- | ----------------------------- | ----------------------------- | --- | ----------------------------- | ----------------------------- |
|                               | Zbigniew Religa               | 16 grudnia 1938 (66) Miedniewice | wyższe medyczne (prof.)       | Partia Centrum                | - Partia Centrum - Zjednoczenie Chrześcijańsko-Narodowe - Inicjatywa dla Polski - Stronnictwo Demokratyczne - Forum Emerytów i Rencistów - Zieloni Rzeczypospolitej Polskiej | Z sercem dla Polski           | 2 września 2005               |
|                               | Włodzimierz Cimoszewicz       | 13 września 1950 (55) Warszawa   | wyższe prawnicze (dr)         | Sojusz Lewicy Demokratycznej  | - Sojusz Lewicy Demokratycznej - Unia Lewicy III RP - Stronnictwo Gospodarcze - Ruch Odrodzenia Gospodarczego im. Edwarda Gierka                                             | Niech połączy nas Polska      | 14 września 2005              |
|                               | Maciej Giertych               | 24 marca 1936 (69) Warszawa      | wyższe (prof.)                | Liga Polskich Rodzin          | - Liga Polskich Rodzin | Z nadzieją w przyszłość       | 4 października 2005           |

#### Zmarły kandydat
| Oficjalny zmarły kandydat: | Oficjalny zmarły kandydat: | Oficjalny zmarły kandydat:                | Oficjalny zmarły kandydat: | Oficjalny zmarły kandydat: | Oficjalny zmarły kandydat: | Oficjalny zmarły kandydat:      | Oficjalny zmarły kandydat: |
| Zdjęcie                    | Imię i nazwisko            | Data i miejsce urodzenia                  | Wykształcenie              | Przynależność partyjna     | Partie udzielające poparcia (łącznie z macierzystymi) | Hasła wyborcze                  | Data śmierci kandydata     |
| -------------------------- | -------------------------- | ----------------------------------------- | -------------------------- | -------------------------- | --- | ------------------------------- | -------------------------- |
|                            | Daniel Podrzycki           | 14 czerwca 1963 (42) Siemianowice Śląskie | podstawowe                 | Polska Partia Pracy        | - Polska Partia Pracy - Antyklerykalna Partia Postępu „Racja” - Komunistyczna Partia Polski - Nowa Lewica - Polska Partia Socjalistyczna - Polska Partia Ekologiczna – Zielonych | Praca, godność i sprawiedliwość | 24 września 2005           |

## Afery związane z kampanią przedwyborczą
Zobacz: Czarny PR w wyborach prezydenckich w 2005

### Sprawa zakupu akcji PKN Orlen
W końcu lipca tygodnik „Wprost” zarzucił Włodzimierzowi Cimoszewiczowi, że kupił akcje PKN Orlen w kluczowych dla losów spółki dniach (tj. gdy decydowała się sprawa zakupu pakietu akcji tej spółki przez Jana Kulczyka), zarabiając na tej transakcji około 160 000 złotych. Do posiadania tych akcji nie przyznał się zaś w oświadczeniu majątkowym. Włodzimierz Cimoszewicz bronił się, iż był jedynie pośrednikiem, a akcje kupił za pieniądze córki i zięcia, zamieszkałych na stałe w Stanach Zjednoczonych. „Wprost” stwierdził wówczas, że kandydat dopuścił się przestępstwa skarbowego, gdyż nie zgłosił pożyczki urzędowi skarbowemu.
W 2009 córka Włodzimierza Cimoszewicza, Małgorzata Cimoszewicz-Harlan, wygrała przed sądem amerykańskim proces o zniesławienie, wytoczony tygodnikowi „Wprost”. Ława przysięgłych w Chicago orzekła, że informacje podane przez tygodnik są nieprawdziwe, w związku z czym znieważył on godność osobistą państwa Harlan; zasądzono kwotę odszkodowania w wysokości 5 milionów dolarów.

### Sprawa Anny Jaruckiej
11 sierpnia do komisji śledczej ds. PKN Orlen dotarło oświadczenie byłej asystentki Włodzimierza Cimoszewicza. Anna Jarucka twierdziła w nim, iż dostała jego pisemne pozwolenie (przedstawiła ksero) na zmianę treści jego oświadczenia majątkowego w kwestii akcji PKN Orlen, które nie były do niego wpisane. Zgłosiła się najpierw do Wojciecha Brochwicza, byłego wiceministra spraw wewnętrznych i oficera służb specjalnych, radcy prawnego i eksperta PO (członka jej Rady Programowej). Ten zainteresował tą sprawą posła Platformy, członka komisji ds. PKN Orlen Konstantego Miodowicza, który uwierzył w słowa Anny Jaruckiej i zdecydował się przedstawić tę sprawę opinii publicznej.
Wcześniej już członkowie komisji śledczej ds. PKN Orlen wezwali Włodzimierza Cimoszewicza do stawienia się przed nią. Ten jednak odmówił, co było szeroko komentowane w mediach.
Lewicowi działacze otwarcie oskarżali o prowokację służby specjalne. Tomasz Nałęcz, szef sztabu wyborczego Włodzimierza Cimoszewicza, w swoich wypowiedziach chętnie przypominał o posiadanym przez Konstantego Miodowicza stopniu pułkownika. Donald Tusk, unikający do tej pory wypowiedzi na temat sprawy Jaruckiej, nazwał Tomasza Nałęcza „najemnikiem Cimoszewicza”, ponieważ ten oskarżał PO o spreparowanie całej sprawy. Tomasz Nałęcz stwierdził, iż Włodzimierz Cimoszewicz pozwie Donalda Tuska do sądu za wypowiedź o „najemniku”. Do hipotezy o działaniach tajnych służb skutkujących wycofaniem się Włodzimierza Cimoszewicza z wyborów przychyla się Jarosław Kaczyński.
Włodzimierz Cimoszewicz bronił się twierdząc, że zamiana oświadczenia w świetle prawa nie jest możliwa (można jedynie zamieścić aneks do oświadczenia majątkowego, poprawiający błędy). Jego upoważnienie było zaś nieudolnie podrobione, sygnowane nieużywanym faksymile, które miała przywłaszczyć sobie Anna Jarucka. Zdaniem marszałka Sejmu jego dawna asystentka mogła mieć żal do niego za odmowę protekcji w sprawie jej wyjazdu z mężem na placówkę zagraniczną (przedstawił wysłany do niego list z prośbą o poparcie). Istniała również kwestia problemów Anny Jaruckiej z prawem, dotyczących domniemanej dokonanej przez nią kradzieży pieniędzy.
Efektem dochodzenia prokuratury było ostatecznie przedstawienie zarzutów Annie Jaruckiej, między innymi o składanie fałszywych zeznań i ujawnienie tajemnicy służbowej.
Po tych wydarzeniach Włodzimierz Cimoszewicz zrezygnował ze startu w I turze wyborów. Powodami tej decyzji miały być według niego ataki ze strony oponentów politycznych na niego samego i jego rodzinę. Pozostali kandydaci odrzucali tę argumentację, podkreślając, że kandydat zrezygnował z uwagi na topniejące poparcie w sondażach.
31 maja 2010 Anna Jarucka została skazana na 1,5 roku więzienia w zawieszeniu na 5 lat przez Sąd Okręgowy w Warszawie. Uznano ją za winną wszystkich przedstawionych jej zarzutów, tj.:
- posłużenia się fałszywym dokumentem, uprawniającym ją do zmiany oświadczenia majątkowego Włodzimierza Cimoszewicza z 2002
- składania fałszywych zeznań przed komisją ds. PKN Orlen
- ukrywania dokumentów MSZ (m.in. oryginalnego oświadczenia majątkowego Włodzimirza Cimoszewicza)[6]

### Spór o biografię dziadka Donalda Tuska
Polityk PiS Jacek Kurski w czasie kampanii prezydenckiej, stwierdził, że Józef Tusk, nieżyjący dziadek Donalda Tuska, ochotniczo wstąpił do Wehrmachtu.
Dla Jacka Kurskiego służba dziadka Donalda Tuska w Wehrmachcie miała być podstawą do zarzucenia kandydatowi PO proniemieckich poglądów. Donald Tusk odrzucił te oskarżenia, twierdząc, że jego dziadek nigdy nie służył w hitlerowskiej armii. Przeciwnicy zarzucili kandydatowi PO, że jako historyk musiał znać losy Józefa Tuska, ale ukrył je, obawiając się ich negatywnego wpływu na kampanię. Po kilku dniach media ujawniły pełną historię dziadka. Wielu Kaszubów czy Ślązaków zostało w czasie II wojny światowej zmuszonych do służby w Wehrmachcie. Józef Tusk był jednym z nich. Jednak po kilku miesiącach Józef Tusk zniknął z niemieckiej ewidencji.
Jackowi Kurskiemu zarzucono przedstawianie Józefa Tuska w fałszywym świetle. Lech Kaczyński przed drugą turą wyborów odciął się od działań Jacka Kurskiego, który został przez sąd partyjny wykluczony z PiS. Po wygranych wyborach przywrócono go jednak jako członka partii. Spór o dziadka kandydata PO stał się jednym z konfliktów, który mógł być jedną z przyczyn rozpadu przedwyborczej koalicji PO-PiS i utworzenia mniejszościowego rządu Kazimierza Marcinkiewicza, wobec którego Platforma znalazła się w twardej opozycji.

## Pierwsza tura

### Oficjalne wyniki

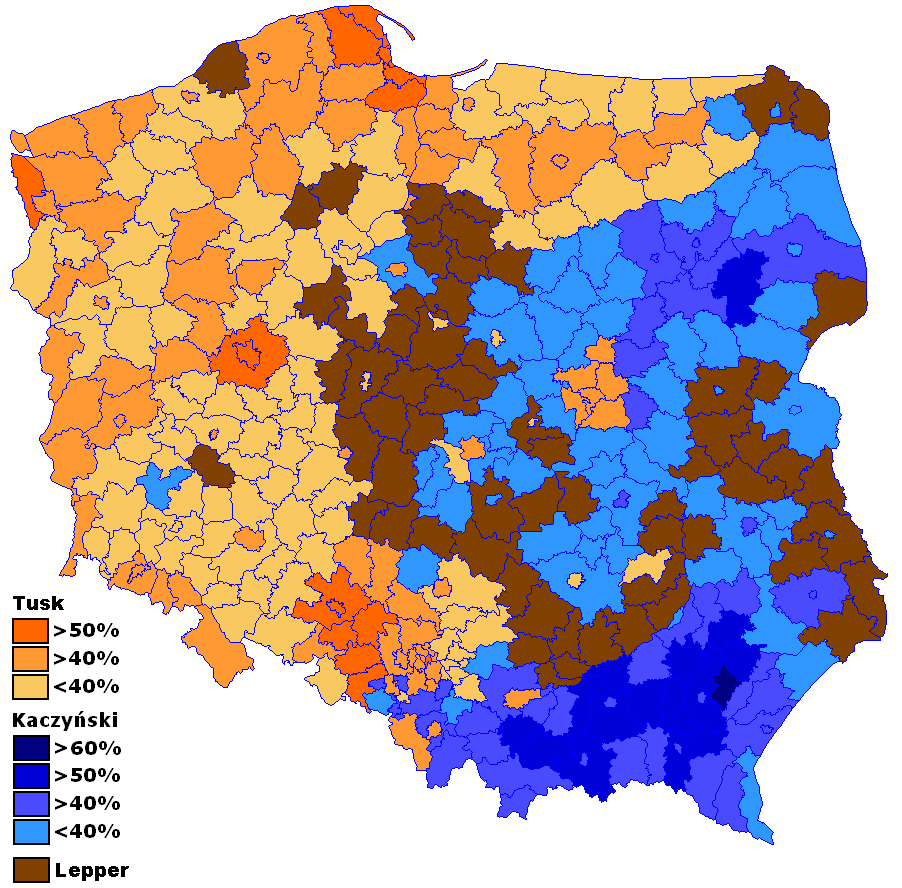
Zwycięzcy I tury wyborów w poszczególnych powiatach

| Kandydat                        | Kandydat                        | Głosy      | Procent |
| ------------------------------- | ------------------------------- | ---------- | ------- |
|                                 | Donald Franciszek Tusk          | 5 429 666  | 36,33%  |
|                                 | Lech Aleksander Kaczyński       | 4 947 927  | 33,10%  |
|                                 | Andrzej Zbigniew Lepper         | 2 259 094  | 15,11%  |
|                                 | Marek Stefan Borowski           | 1 544 642  | 10,33%  |
|                                 | Jarosław Kalinowski             | 269 316    | 1,80%   |
|                                 | Janusz Ryszard Korwin-Mikke     | 214 116    | 1,43%   |
|                                 | Henryka Teodora Bochniarz       | 188 598    | 1,26%   |
|                                 | Liwiusz Marian Ilasz            | 31 691     | 0,21%   |
|                                 | Stanisław Tymiński              | 23 545     | 0,16%   |
|                                 | Leszek Henryk Bubel             | 18 828     | 0,13%   |
|                                 | Jan Pyszko                      | 10 371     | 0,07%   |
|                                 | Adam Andrzej Słomka             | 8 895      | 0,06%   |
| Razem (głosów ważnych oddanych) | Razem (głosów ważnych oddanych) | 14 946 689 | 100,0%  |
| Frekwencja                      | Frekwencja                      | Frekwencja | 49,74%  |

|                     | Donald Tusk | Donald Tusk | Lech Kaczyński | Lech Kaczyński | Andrzej Lepper | Andrzej Lepper | Marek Borowski | Marek Borowski | Jarosław Kalinowski | Jarosław Kalinowski | Janusz Korwin-Mikke | Janusz Korwin-Mikke | Henryka Bochniarz | Henryka Bochniarz | Liwiusz Ilasz | Liwiusz Ilasz | Stanisław Tymiński | Stanisław Tymiński | Leszek Bubel | Leszek Bubel | Jan Pyszko | Jan Pyszko | Adam Słomka | Adam Słomka | Frekwencja | Frekwencja |
| Województwo         | #           | %           | #              | %              | #              | %              | #              | %              | #                   | %                   | #                   | %                   | #                 | %                 | #             | %             | #                  | %                  | #            | %            | #          | %          | #           | %           | #          | %          |
| ------------------- | ----------- | ----------- | -------------- | -------------- | -------------- | -------------- | -------------- | -------------- | ------------------- | ------------------- | ------------------- | ------------------- | ----------------- | ----------------- | ------------- | ------------- | ------------------ | ------------------ | ------------ | ------------ | ---------- | ---------- | ----------- | ----------- | ---------- | ---------- |
| dolnośląskie        | 460 623     | 41,29%      | 331 940        | 29,75%         | 142 739        | 12,79%         | 128 230        | 11,49%         | 12 368              | 1,11%               | 17 568              | 1,57%               | 15 005            | 1,34%             | 2 452         | 0,22%         | 1 910              | 0,17%              | 1 263        | 0,11%        | 1 013      | 0,09%      | 566         | 0,05%       | 1 123 075  | 48,13%     |
| kujawsko-pomorskie  | 252 363     | 32,76%      | 213 881        | 27,77%         | 159 898        | 20,76%         | 106 619        | 13,84%         | 12 979              | 1,68%               | 8 538               | 1,11%               | 11 097            | 1,44%             | 1 792         | 0,23%         | 1 354              | 0,18%              | 856          | 0,11%        | 468        | 0,06%      | 428         | 0,06%       | 775 133    | 47,48%     |
| lubelskie           | 194 709     | 22,92%      | 310 240        | 36,52%         | 221 299        | 26,05%         | 65 399         | 7,70%          | 30 684              | 3,61%               | 11 875              | 1,40%               | 8 766             | 1,03%             | 1 907         | 0,22%         | 1 315              | 0,15%              | 1 685        | 0,20%        | 997        | 0,12%      | 559         | 0,07%       | 855 239    | 49,24%     |
| lubuskie            | 146 695     | 40,81%      | 89 835         | 24,99%         | 56 003         | 15,58%         | 49 044         | 13,64%         | 4 265               | 1,19%               | 4 837               | 1,35%               | 6 267             | 1,74%             | 938           | 0,26%         | 708                | 0,20%              | 382          | 0,11%        | 254        | 0,07%      | 213         | 0,06%       | 775 133    | 47,48%     |
| łódzkie             | 309 721     | 30,23%      | 320 966        | 31,33%         | 206 546        | 20,16%         | 124 107        | 12,11%         | 23 853              | 2,33%               | 17 801              | 1,74%               | 14 545            | 1,42%             | 2 106         | 0,21%         | 1 932              | 0,19%              | 1 783        | 0,17%        | 632        | 0,06%      | 637         | 0,06%       | 1 032 194  | 49,66%     |
| małopolskie         | 469 978     | 35,33%      | 575 255        | 43,25%         | 135 237        | 10,17%         | 91 530         | 6,88%          | 18 742              | 1,41%               | 20 127              | 1,51%               | 12 964            | 0,97%             | 2 341         | 0,18%         | 1 555              | 0,12%              | 1 236        | 0,09%        | 604        | 0,05%      | 611         | 0,05%       | 1 338 382  | 52,98%     |
| mazowieckie         | 827 925     | 36,97%      | 805 153        | 35,96%         | 270 194        | 12,07%         | 209 242        | 9,34%          | 51 325              | 2,29%               | 35 325              | 1,58%               | 27 913            | 1,25%             | 3 583         | 0,16%         | 3 031              | 0,14%              | 3 308        | 0,15%        | 1 280      | 0,06%      | 995         | 0,04%       | 2 253 498  | 54,55%     |
| opolskie            | 153 243     | 45,06%      | 88 037         | 25,89%         | 50 641         | 14,89%         | 31 731         | 9,33%          | 4 281               | 1,26%               | 5 360               | 1,58%               | 4 344             | 1,28%             | 936           | 0,28%         | 617                | 0,18%              | 437          | 0,13%        | 240        | 0,07%      | 238         | 0,07%       | 342 404    | 41,24%     |
| podkarpackie        | 186 114     | 23,00%      | 399 540        | 49,37%         | 130 089        | 16,08%         | 52 650         | 6,51%          | 19 711              | 2,44%               | 9 588               | 1,18%               | 6 750             | 0,83%             | 1 743         | 0,22%         | 1 109              | 0,14%              | 1 014        | 0,13%        | 491        | 0,06%      | 461         | 0,06%       | 814 278    | 50,00%     |
| podlaskie           | 112 080     | 25,87%      | 172 417        | 39,79%         | 88 929         | 20,52%         | 36 786         | 8,49%          | 10 449              | 2,41%               | 5 374               | 1,24%               | 4 391             | 1,01%             | 823           | 0,19%         | 646                | 0,15%              | 605          | 0,14%        | 608        | 0,14%      | 190         | 0,05%       | 436 166    | 46,13%     |
| pomorskie           | 444 964     | 48,76%      | 267 749        | 29,34%         | 87 830         | 9,62%          | 78 936         | 8,65%          | 7 183               | 0,79%               | 11 438              | 1,25%               | 9 957             | 1,09%             | 1 705         | 0,19%         | 1 111              | 0,12%              | 897          | 0,10%        | 417        | 0,05%      | 454         | 0,05%       | 918 323    | 53,81%     |
| śląskie             | 765 204     | 41,53%      | 607 133        | 32,95%         | 172 585        | 9,37%          | 215 751        | 11,71%         | 16 103              | 0,87%               | 27 186              | 1,48%               | 26 413            | 1,43%             | 4 412         | 0,24%         | 3 071              | 0,17%              | 1 881        | 0,10%        | 1 275      | 0,07%      | 1 341       | 0,07%       | 1 854 133  | 49,20%     |
| świętokrzyskie      | 120 715     | 26,02%      | 140 570        | 30,31%         | 122 378        | 26,38%         | 51 172         | 11,03%         | 15 349              | 3,31%               | 5 977               | 1,29%               | 4 584             | 0,99%             | 1 122         | 0,24%         | 668                | 0,14%              | 723          | 0,16%        | 296        | 0,06%      | 296         | 0,06%       | 467 122    | 44,93%     |
| warmińsko-mazurskie | 191 730     | 38,81%      | 131 218        | 26,56%         | 89 667         | 18,15%         | 55 264         | 11,19%         | 8 531               | 1,73%               | 6 316               | 1,28%               | 7 626             | 1,54%             | 1 351         | 0,27%         | 1 040              | 0,21%              | 551          | 0,11%        | 430        | 0,09%      | 285         | 0,06%       | 498 927    | 44,33%     |
| wielkopolskie       | 527 742     | 39,47%      | 345 120        | 25,81%         | 226 752        | 16,96%         | 166 143        | 12,42%         | 26 767              | 2,00%               | 17 326              | 1,30%               | 18 209            | 1,36%             | 3 137         | 0,23%         | 2 366              | 0,18%              | 1 443        | 0,11%        | 965        | 0,07%      | 1 257       | 0,09%       | 1 346 463  | 51,27%     |
| zachodniopomorskie  | 265 860     | 42,54%      | 148 873        | 23,82%         | 98 307         | 15,73%         | 82 038         | 13,13%         | 6 726               | 1,08%               | 9 480               | 1,52%               | 9 767             | 1,56%             | 1 343         | 0,21%         | 1 112              | 0,18%              | 764          | 0,12%        | 401        | 0,06%      | 364         | 0,06%       | 629 138    | 46,79%     |
| Polska              | 5 429 666   | 36,33%      | 4 947 927      | 33,10%         | 2 259 094      | 15,11%         | 1 544 642      | 10,33%         | 269 316             | 1,80%               | 214 116             | 1,43%               | 188 598           | 1,26%             | 31 691        | 0,21%         | 23 545             | 0,16%              | 18 828       | 0,13%        | 10 371     | 0,07%      | 8 895       | 0,06%       | 15 046 350 | 49,74%     |

W głosowaniu w pierwszej turze wyborów Donald Tusk z PO zwyciężył w 10 województwach: dolnośląskim, kujawsko-pomorskim, lubuskim, mazowieckim, opolskim, pomorskim, śląskim, warmińsko-mazurskim, wielkopolskim i zachodniopomorskim, zaś Lech Kaczyński z PiS – w sześciu pozostałych: lubelskim, łódzkim, małopolskim, podkarpackim, podlaskim i świętokrzyskim. Pod względem powiatów Donald Tusk wygrał w 188 ze wszystkich, Lech Kaczyński – w 124, a Andrzej Lepper z Samoobrony RP – w 64. Jarosław Kalinowski z PSL zwyciężył w jednej gminie (położonej w województwie mazowieckim). Pozostali kandydaci nie wygrali głosowania w żadnej jednostce terytorialnej.

#### Frekwencja
Według informacji podanej przez PKW frekwencja w wyborach do godz. 10:30 wyniosła w skali kraju 8,19%, a do godz. 16:30 – 34,58%. Ostatecznie do urn poszło 15 051 157 Polaków, a frekwencja w skali kraju wyniosła 49,74%.
| godzina | frekwencja [%] |
| ------- | -------------- |
| 10:30   | 8,19           |
| 16:30   | 34,58%         |
| 20:00   | 49,74%         |

| typ obwodu | frekwencja [%] |
| ---------- | -------------- |
| Wieś       | 45,06          |
| Miasto     | 52,40          |
| Statki     | 99,61          |
| Zagranica  | 71,48          |
| Ogółem     | 49,74          |

Najwyższą frekwencję zanotowano w województwie mazowieckim (54,55%), a najniższą w opolskim (41,24%). Wśród powiatów najwyższą frekwencję zanotowano w Sopocie (64,06%), a najniższą w powiecie krapkowickim (32,44%).
|                   | liczba     |
| ----------------- | ---------- |
| Mieszkańców       | 38 028 391 |
| Uprawnionych      | 30 260 027 |
| Wydane karty      | 15 051 157 |
| Głosów oddanych   | 15 046 350 |
| Głosów ważnych    | 14 946 689 |
| Głosów nieważnych | 99 661     |

## Druga tura
Druga tura wyborów prezydenckich odbyła się 23 października 2005. Wystartowało w niej dwóch kandydatów, którzy w pierwszej turze zdobyli najwięcej głosów. Wyborcy mogli głosować w niej na Donalda Tuska albo Lecha Kaczyńskiego.

### Kandydaci
| Kandydaci: |                           |                                                 | |                                                        |
| Zdjęcie    | Imię i nazwisko           | Partia wystawiająca kandydata                   | Partie udzielające poparcia | Kandydaci z pierwszej tury deklarujący poparcie        |
|            | Lech Aleksander Kaczyński | Prawo i Sprawiedliwość                          | - Ruch Patriotyczny - Ruch Katolicko-Narodowy - Ruch Odbudowy Polski - Polski Ruch Uwłaszczeniowy - Zjednoczenie Chrześcijańsko-Narodowe - Polskie Stronnictwo Ludowe - Samoobrona Rzeczpospolitej Polskiej - Liga Polskich Rodzin | - Liwiusz Ilasz - Jarosław Kalinowski - Andrzej Lepper |
|            | Donald Franciszek Tusk    | Platforma Obywatelska Rzeczypospolitej Polskiej | - Partia Demokratyczna – demokraci.pl - Socjaldemokracja Polska - Inicjatywa dla Polski | - Henryka Bochniarz - Marek Borowski                   |

Wyniki II tury w poszczególnych powiatach

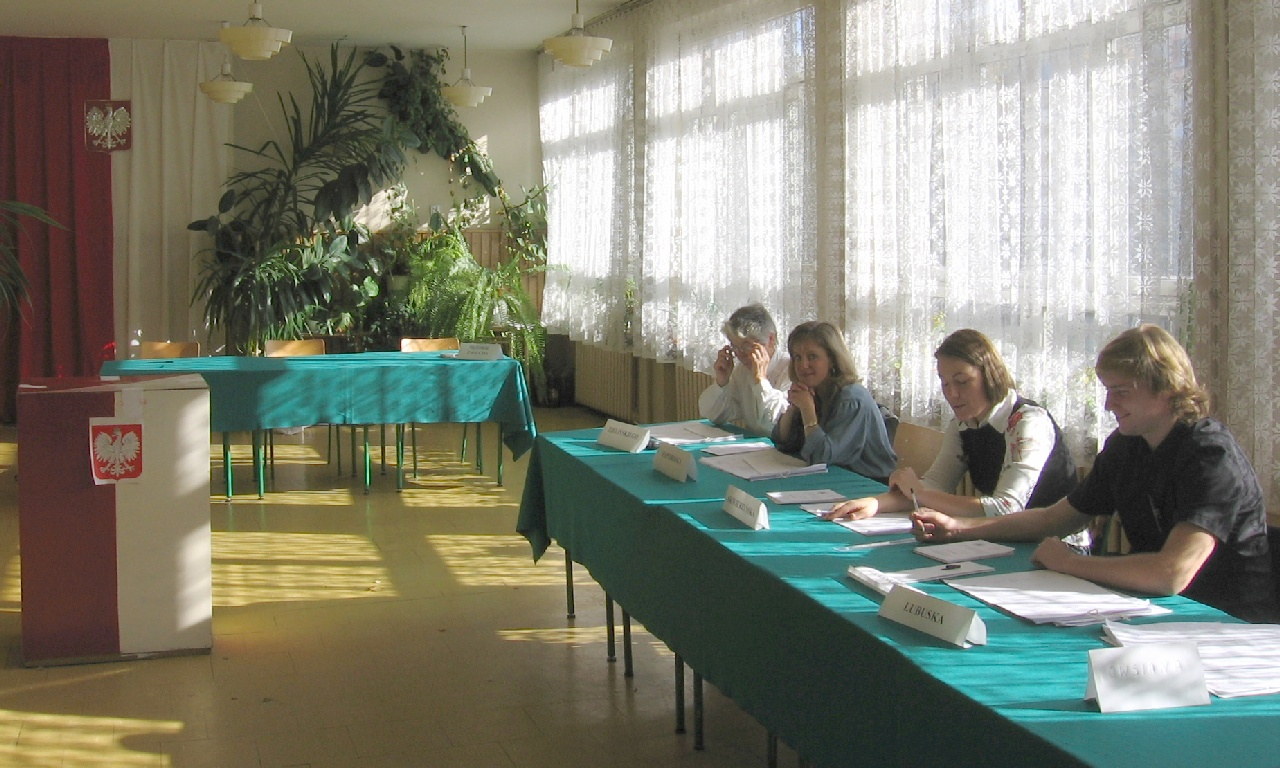
Wnętrze jednego z lokali wyborczych

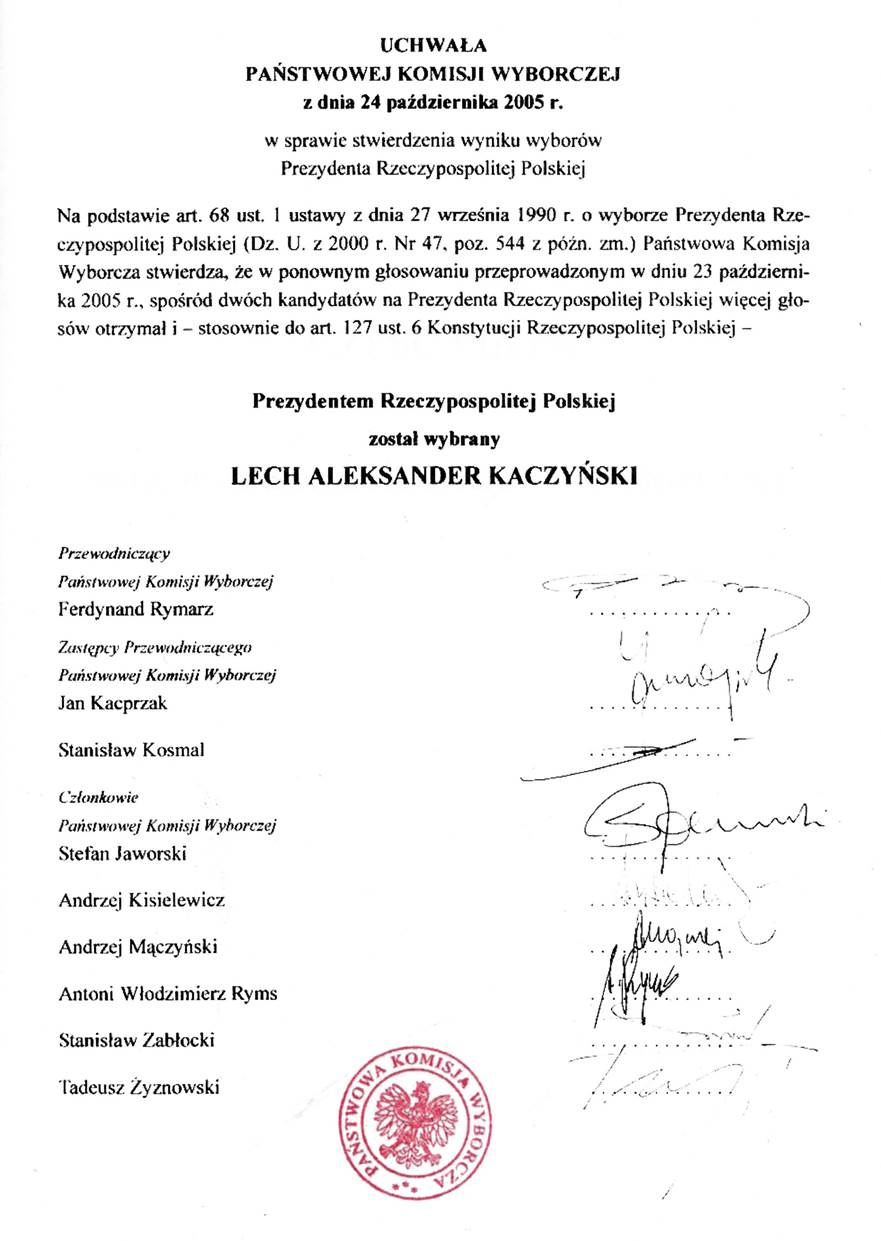
Uchwała Państwowej Komisji Wyborczej z dnia 24 października 2005 r. w sprawie stwierdzenia wyników wyborów Prezydenta Rzeczypospolitej Polskiej

### Oficjalne wyniki
| Kandydat                        | Kandydat                        | Głosy      | Procent |
| ------------------------------- | ------------------------------- | ---------- | ------- |
|                                 | Lech Aleksander Kaczyński       | 8 257 468  | 54,04%  |
|                                 | Donald Franciszek Tusk          | 7 022 319  | 45,96%  |
| Razem (głosów ważnych oddanych) | Razem (głosów ważnych oddanych) | 15 279 787 | 100,0%  |
| Frekwencja                      | Frekwencja                      | Frekwencja | 50,99%  |

| Województwo         | Lech Kaczyński | Lech Kaczyński | Donald Tusk | Donald Tusk | Frekwencja | Frekwencja |        |   |
| Województwo         | #              | %              | #           | %           | Frekwencja | Frekwencja | #      | % |
| ------------------- | -------------- | -------------- | ----------- | ----------- | ---------- | ---------- | ------ | - |
| Województwo         | dolnośląskie   | 533 889        | 46,84%      | 605 993     | 53,16%     | 1 150 800  | 49,26% |   |
| kujawsko-pomorskie  | 392 789        | 52,51%         | 355 241     | 47,49%      | 757 480    | 46,41%     |        |   |
| lubelskie           | 611 601        | 70,48%         | 256 128     | 29,52%      | 875 872    | 50,48%     |        |   |
| lubuskie            | 152 609        | 42,44%         | 206 973     | 57,56%      | 363 355    | 45,66%     |        |   |
| łódzkie             | 614 085        | 59,44%         | 419 118     | 40,56%      | 1 045 856  | 50,29%     |        |   |
| małopolskie         | 854 688        | 60,62%         | 555 286     | 39,38%      | 1 420 886  | 56,16%     |        |   |
| mazowieckie         | 1 284 677      | 55,32%         | 1 037 413   | 44,68%      | 2 345 193  | 56,59%     |        |   |
| opolskie            | 147 131        | 41,87%         | 204 280     | 58,13%      | 354 747    | 42,72%     |        |   |
| podkarpackie        | 626 372        | 72,66%         | 235 677     | 27,34%      | 868 988    | 53,37%     |        |   |
| podlaskie           | 279 912        | 63,53%         | 160 678     | 36,47%      | 444 320    | 47,06%     |        |   |
| pomorskie           | 399 613        | 42,78%         | 534 394     | 57,22%      | 942 976    | 55,23%     |        |   |
| śląskie             | 934 292        | 49,11%         | 968 216     | 50,89%      | 1 921 432  | 50,97%     |        |   |
| świętokrzyskie      | 303 645        | 64,93%         | 164 016     | 35,07%      | 472 766    | 45,49%     |        |   |
| warmińsko-mazurskie | 231 653        | 47,37%         | 257 329     | 52,63%      | 495 639    | 44,08%     |        |   |
| wielkopolskie       | 634 700        | 47,53%         | 700 587     | 52,47%      | 1 351 313  | 51,40%     |        |   |
| zachodniopomorskie  | 255 812        | 41,47%         | 360 990     | 58,53%      | 623 397    | 46,37%     |        |   |
| Polska              | 8 257 468      | 54,04%         | 7 022 319   | 45,96%      | 15 435 020 | 50,99%     |        |   |

#### Frekwencja
| godzina | frekwencja [%] |
| ------- | -------------- |
| 10:30   | 8,56           |
| 16:30   | 35,45          |
| 20:00   | 50,99          |

Według komunikatu podanego przez PKW do godziny 10:30 frekwencja w skali kraju wyniosła 8,56%. Najwyższa (28,53%) była w gminie Korzenna w powiecie nowosądeckim w województwie małopolskim, zaś najniższa (1,65%) w gminie Wądroże Wielkie w powiecie jaworskim w województwie dolnośląskim.
Do godziny 16:30 frekwencja w skali kraju wyniosła 35,45% i była wyższa w stosunku do pierwszego głosowania o blisko punkt procentowy. Najwyższa (60,13%) była w gminie Godziszów w powiecie janowskim w województwie lubelskim, zaś najniższa 16,29% w gminie Trzciel w powiecie międzyrzeckim w województwie lubuskim.
| typ obwodu | frekwencja [%] |
| ---------- | -------------- |
| Wieś       | 45,72          |
| Miasto     | 54,03          |
| Statki     | 100,00         |
| Zagranica  | 60,19          |
| Ogółem     | 50,99          |

Najwyższą frekwencję zanotowano w województwie mazowieckim (54,55%), a najniższą w opolskim (41,24%). Wśród powiatów najwyższą frekwencję zanotowano w Sopocie (64,06%), a najniższą w powiecie krapkowickim (32,44%).
|                   | liczba     |
| ----------------- | ---------- |
| Mieszkańców       | 38 028 391 |
| Uprawnionych      | 30 279 209 |
| Wydane karty      | 15 439 684 |
| Głosów oddanych   | 15 435 020 |
| Głosów ważnych    | 15 279 787 |
| Głosów nieważnych | 159 897    |

## Kalendarium
- 19 marca

Lech Kaczyński rozpoczął prezentację spotów reklamowych na antenie TVP przed ogłoszeniem kalendarza wyborczego, co wywołało jednak kontrowersje, gdyż Państwowa Komisja Wyborcza uznała za niezgodne z prawem prowadzenie kampanii wyborczej przed oficjalnym ogłoszeniem kalendarza wyborczego.
- 23 marca

PKW w swoim oświadczeniu uznała, że emitowanie spotów telewizyjnych jest dozwolone wyłącznie od 15 dnia przed terminem wyborów. Mimo to ukazały się również spoty z udziałem Donalda Tuska i Marka Borowskiego. Kandydaci i ich sztaby bronili się przed zarzutami, twierdząc, że spoty reklamowe promują ich partie, a nie osoby kandydatów na prezydenta.
- 11 sierpnia

Anna Jarucka przesłała pismo komisji ds. PKN Orlen, dotyczące domniemanej zmiany oświadczenia majątkowego przez marszałka Sejmu Włodzimierza Cimoszewicza.
- 2 września

Zbigniew Religa oficjalnie ogłosił, że rezygnuje. Swoje poparcie przekazał Donaldowi Tuskowi.
- 14 września

Z kandydowania zrezygnował Włodzimierz Cimoszewicz, nie udzielając żadnemu kandydatowi swojego poparcia oraz zapowiedział wycofanie się z życia publicznego.
- 24 września

Zginął w wypadku samochodowym Daniel Podrzycki, kandydat Polskiej Partii Pracy.
- 4 października

Maciej Giertych wycofał się z wyborów prezydenckich. Wezwał też innych kandydatów, którzy nie mają szans na zwycięstwo, aby również zrezygnowali, umożliwiając rozstrzygnięcie tych wyborów już w I turze.
- 5 października

Leszek Bubel, Adam Słomka, Liwiusz Ilasz, Stanisław Tymiński i Jan Pyszko złożyli protest do PKW przeciwko dyskryminowaniu ich przez media publiczne.
- 12 października

Partia Demokratyczna zdecydowała, iż w drugiej turze wyborów prezydenckich poprze Donalda Tuska.
- 13 października

Marek Borowski stwierdził, iż w drugiej turze wyborów prezydenckich bliżej jest mu do Donalda Tuska i to na niego odda swój głos.
- 14 października

Polskie Stronnictwo Ludowe i Jarosław Kalinowski poparli przed drugą turą wyborów prezydenckich kandydaturę Lecha Kaczyńskiego.
- 18 października

Andrzej Lepper oficjalnie poparł kandydaturę Lecha Kaczyńskiego.

### Finanse w kampanii

Koszty kampanii zewnętrznej komitetów Donalda Tuska oraz Lecha Kaczyńskiego (źródło: Fundacja Batorego)

Zgodnie z prawem wszystkie komitety wyborcze złożyły raporty dotyczące wydatków do Państwowej Komisji Wyborcze. Raporty sztabów Donalda Tuska, Andrzeja Leppera, Leszka Bubla, Jana Pyszki, Liwiusza Ilasza oraz Janusza Korwin-Mikkego zostały odrzucone, co wiązało się z nałożeniem na nie kar finansowych. Komitet Donalda Tuska przekroczył limit sumy wydatków oraz zbyt wiele przeznaczył na ogłoszenia wyborcze w telewizji. Uchybienia innych komitetów miały różny charakter i dotyczyły zwykle niezgodności w finansach z prawem wyborczym. Sprawozdania Lecha Kaczyńskiego, Henryki Bochniarz, Marka Borowskiego, Jarosława Kalinowskiego, Stanisława Tymińskiego oraz Adama Słomki zostały przyjęte przez PKW.
Należy podkreślić, że komisja oceniała wyłącznie zgodność informacji przedstawionych przez komitety z ustawą. Jeżeli zataili niekorzystne wydatki lub posłużyli się „kreatywną księgowością”, PKW nie była w stanie ocenić skali takich zjawisk. Prawo nie zezwalało tej instytucji na rzeczywiste sprawdzenie wydatków poniesionych w czasie kampanii. Jeżeli komitet złamał prawo i sam na siebie nie doniósł w sprawozdaniu, zostało ono przyjęte.
Próbę niezależnej oceny faktycznych kosztów kampanii podjęła Fundacja Batorego. W sporządzonym raporcie oceniono zarówno jakość sprawozdań, jak i rzetelność w przedstawieniu rzeczywistych wydatków. Niezależni eksperci doszukali się wielu nieprawidłowości również w wydatkach komitetów, których sprawozdania zaakceptowała PKW. Fundacja stworzyła zespół monitorujący, który na podstawie niezależnych danych szacował koszt reklam wyborczych. Potem przeprowadzono analizę raportów finansowych. Porównano sposób zaksięgowania wydatków z załączonymi fakturami. Okazało się, że komitet wyborczy Lecha Kaczyńskiego źle przypisał sporą część wydatków na kampanię zewnętrzną, co zmniejszyło oficjalną kwotę wydatków na tablice reklamowe.
W programie TVN 13 czerwca 2006 Jacek Kurski oskarżył komitet wyborczy Donalda Tuska o wykorzystanie billboardów odkupionych za bezcen od PZU w czasie kampanii wyborczej. Poseł PiS stwierdził, że pochodziły one z akcji na rzecz bezpieczeństwa na drogach „Stop wariatom drogowym”, którą ubezpieczyciel miał nagle przerwać, aby przekazać miejsca na reklamy kandydatowi PO. Według Jacka Kurskiego był to efekt zmowy między pracownikami PZU oraz sztabem Donalda Tuska. W reakcji na doniesienia posła PiS, 19 czerwca prokuratora wszczęła śledztwo w tej sprawie.
W odpowiedzi 20 czerwca przedstawiciele sztabu Donalda Tuska zarzucili komitetowi Lecha Kaczyńskiego, że to on korzystał z usług firm, które wcześniej prowadziły kampanię „Stop wariatom drogowym”. Posłowie PO stwierdzili, że w sprawozdaniu komitetu wyborczego Kaczyńskiego wykazano zakup większej ilości tablic reklamowych za mniejszą sumę niż w sprawozdaniu komitetu Donalda Tuska. Zdaniem posłów Platformy miało to prowadzić do wniosku, że kandydat PiS kupował swoje billboardy niezwykle tanio.

## Zwycięstwo Lecha Kaczyńskiego
Lech Kaczyński wygrał wybory prezydenckie, uzyskując poparcie 54,04% wyborców przy frekwencji 50,99%. Po raz pierwszy w historii bezpośrednich wyborów prezydenckich w Polsce zwycięskiemu kandydatowi I tury wyborów nie udało się osiągnąć ostatecznego sukcesu w II turze.
Największe poparcie Lech Kaczyński uzyskał w drugiej turze w województwach: podkarpackim, lubelskim, świętokrzyskim, podlaskim, małopolskim, łódzkim, mazowieckim i kujawsko-pomorskim. Wygrał też w 249 powiatach (licząc grodzkie).

### Ważność wyborów
23 listopada 2005 Sąd Najwyższy w składzie całej Izby Pracy, Ubezpieczeń Społecznych i Spraw Publicznych po rozpoznaniu wniesionych protestów wyborczych rozstrzygnął uchwałą (III SW 195/05) o ważności wyboru Prezydenta Rzeczypospolitej w dniu 23 października 2005.